# Club León
Club León är en professionell fotbollsklubb från León de los Aldama, Guanajuato i Mexiko. Klubben spelar i Liga MX och bildades 20 augusti 1944.